# Chaud Lapin (film, 2014)
Pour plus de détails, voir Fiche technique et Distribution.
Chaud Lapin est un court métrage français d'animation réalisé par  Flora Andrivon, Soline Bejuy, Maël Berreur, Géraldine Gaston, et Alexis Magaud en 2014.

## Synopsis
Décrit comme « Une simple histoire d'amour », le scénario se base sur l'adultère d'une lapine, mariée à un rustre sanglier en charentaises, avec son amant lapin, alors que le couple s'ennuie et que Madame soufre des humiliations de son mari,.

## Fiche technique
Le film a été conçu et réalisé par un groupe d'étudiants de la MOPA, qui a assuré l'essentiel des fonctions.
- Titre original : Chaud Lapin
- Réalisation : Flora Andrivon, Soline Bejuy, Maël Berreur, Géraldine Gaston, et Alexis Magaud
- Scénario : Flora Andrivon, Soline Bejuy, Maël Berreur, Géraldine Gaston, et Alexis Magaud
- Musique : Nicolas Folmer, Michel Casabianca
- Production :
- Société de production :
- Distribution : Autour de Minuit, Annabel Sebag
- Pays d’origine :  France
- Langue originale : français
- Format : court métrage, couleur
- Genre : animation - comédie
- Durée : 5 minutes 20 secondes
- Dates de sortie :2014

## Diffusion à la télévision
- Avril 2015, sur Canal plus[1].
- Juillet 2015, sur Canal Plus[3]

## Distinctions
- Festival International du Court Métrage de Lille 2014[4]
- Festival du film d'animation de Bruz 2014 : Grand prix, catégorie film étudiant[5]
- Festival international du court-métrage de Clermont-Ferrand[6]
- COLCOA : premier prix spécial du jury, catégorie court[7]